# 조은주 (요리 연구가)
조은주는 대한민국의 요리 연구가다. 터치더스카이의 총괄셰프를 맡고 있다. 

## 출연 작품

### TV 버라이어티
- 넷플릭스 오리지널 《흑백요리사: 요리 계급 전쟁》 (2024)

#### 게스트
- KBS2 《2TV 생생정보》 2172회 (2024)
- tvN 《벌거벗은 세계사》 186회 (2025)
- HOY TV 《흑백대주자미행[2]》 5회 (2025)

### 광고
- LG전자 (2025)

## 수상 경력
2016년 싱가포르에서 개최된 《FHA 컬리너리 챌린지》에서 2관왕을 달성했다. 대한민국 여성 셰프로는 최초 사례다. 《FHA 컬리너리 챌린지》는 《독일 세계 요리 올림픽》, 《룩셈부르크 세계 요리 올림픽》과 함께 세계 3대 요리 대회로 꼽힌다.
- 《FHA 컬리너리 챌린지》 메인 메뉴 부문 금메달 (2016)
- 《FHA 컬리너리 챌린지》 타파스 & 핑거푸드 부문 금메달 (2016)